# Johannes Fleckner
Johannes Fleckner SVD (* 17. August 1911 in Beller; † 24. Dezember 2003 in Sankt Augustin) war ein deutscher katholischer Theologe.  

## Leben
1925 wechselte er von der Volksschule Beller zum Gymnasium der Steyler Missionare nach Bad Driburg. Um sein Abitur machen zu können, wechselte er 1930 zum Michaelsgymnasium nach Steyl und legte dort 1932 seine Reifeprüfung ab. Das Noviziat mit gleichzeitigem Philosophiestudium bis 1935 in Sankt Augustin schloss sich an. Von 1936 bis 1940 studierte er Theologie in Rom. Am 20. Oktober 1939 wurde er in Rom zum Priester geweiht. Seine Eltern und seine Schwester Elisabeth durften dieser Zeremonie nicht beiwohnen aufgrund des Vetos
eines Ortsgruppenleiters aus dem Nachbarort. Die Heimatprimiz fand dann im Juni 1940 in Erkeln und Beller statt. Schon 1940 bereitete sich der Neupriester auf seine große Reise nach China vor, die er zusammen mit acht Mitbrüdern am 22. September 1940 antrat. Mit der Transsib kamen sie über Moskau am 11. Oktober 1940 in Peking an. Bis 1941 studierte er zunächst die Sprache dieses Landes. 1941/1942 wirkte er dann zunächst als Kaplan und von 1942 bis 1948 als Dozent im bischöflichen Priesterseminar von Yenchowfu/Schantung. 1949 wurde er Missionspfarrer in Tsowhsien und blieb dies bis zu seiner Ausweisung durch die Kommunisten im Jahre 1955. Nach kurzem Aufenthalt in seiner Heimat fuhr er nach Rom, um sich in einem Spezialstudium mit der Kirchengeschichte zu befassen. 1956 wurde er zum Professor ernannt und lehrte bis zu seiner Emeritierung im Jahre 1979 als Professor der Kirchen- und Ordensgeschichte an der PTH SVD St. Augustin bei Bonn. 1968/1969 hielt er sich in Taiwan auf, um nach Quellenforschung die Biographie des chinesischen Kardinals Thomas Tien Ken-sin zu verfassen, den er 1958 bei der Wahl Papst Johannes XXIII. als Dolmetscher nach Rom begleitet hatte. Als Chinaexperte war er Gast einiger Hörfunksendungen und 1962 einer Fernsehsendung. Er wurde auf dem Klosterfriedhof in St. Augustin beerdigt.

## Schriften (Auswahl)
- Thomas Kardinal Tien (= Studia Instituti Missiologici Societatis Verbi Divini. Band 16). Steyler Verlag, Sankt Augustin 1975, ISBN 3877870805.
  - Thomas Cardinal Tien (= Studia Instituti Missiologici Societatis Verbi Divini. Band 16). Operation Recovery, East Troy 2004, OCLC 704409394.
  - 田耕莘樞機傳 (= Fu ren da xue yan jiu cong shu.). 輔仁大學出版社 1990, OCLC 818673563.
- So waren sie. Missionspriesterseminar, Sankt Augustin.
  - Band 1. Steyler Missionare aus 18 Ländern. Missionspriesterseminar, Sankt Augustin 1991, OCLC 75874607.
  - Band 2. Steyler Missionare aus 19 Ländern. Missionspriesterseminar, Sankt Augustin 1995, OCLC 312988347.
  - Band 3. Steyler Missionare aus 17 Ländern. Missionspriesterseminar, Sankt Augustin 1996, OCLC 312988351.
  - Band 4. Steyler Missionare aus 18 Ländern. Missionspriesterseminar, Sankt Augustin 1999, OCLC 1074909477.
  - Band 5. Steyler Missionare aus 14 Ländern. Missionspriesterseminar, Sankt Augustin 2002.
  - Bernard Fisher (Übersetzer): The way they were. 6. Bände, Operation Recovery, East Troy 2003-2004, OCLC 711645474.